# 大島商船高専いじめ自殺事件
大島商船高専いじめ自殺事件（おおしましょうせんこうせんいじめじさつじけん）は、日本で起きたいじめ自殺事件。

## 概要
自殺することとなる生徒は2016年4月に大島商船高等専門学校商船科に入学し、同時に寮に入った。寮は2人で1部屋の相部屋であり、最初の部屋割は出席番号順であった。その時から同部屋の生徒と同じ商船科の生徒からいじめ行為となる嫌がらせを受けていた。寮に入っていたため寮でも学校でもいじめを受けることとなった。寝ている間もいじめを受けていた。いじめを受けていた生徒は、この期間にリストカットをしていた。しばらくしてから部屋割は好きな者同士となり、自殺することとなる生徒は相部屋の相手が見つからないため、相部屋にしようと思っていた者が別の友人と相部屋になってしまった者と、残り者同士のように相部屋になった。
2016年5月の自殺前日にいじめを行っていた生徒が部屋にやってきて、自殺することとなる生徒の机周辺に別の生徒が持ち主のわいせつな本を隠し、自殺することとなる生徒が盗んだことにしてトラブルを起こそうとしていた。本に気付いた自殺することとなる生徒は怒って本を捨てた。それから寮に隣接する校舎に行き飛び降り自殺をした。
いじめを行っていた生徒は、自殺した生徒と同室であった生徒が殺したと寮内や校内で触れ回る。このため先輩が同室であった生徒を見に来たり、面識の無い生徒からもとんでもない奴だと思われるようになる。そして同室にいた生徒はいじめを受けるようになる。同室にいた生徒は、2017年12月に自殺未遂をした。
学校側は遺族にはいじめは無かったと説明していた。2018年3月に大島商船高専が設置者となり第三者委員会が設置される。
2019年9月4日に、いじめの被害者であった生徒は、学校側はいじめをしていない生徒を長時間にわたり拘束して威圧的な事情聴取をしていたとして文部科学省に要望書を提出した。代理人弁護士は、現行のいじめ防止対策推進法では高等専門学校のいじめの防止対策は努力義務にとどまっているとして現行法の不備であると指摘した。
2020年7月に遺族は信頼できないため第三者委員会の解散を要求する。2020年8月に調査を進めている第三者委員会とは別の新たな第三者委員会が設置され調査が進められることとなる。
2021年9月17日、第三者委員会は最終報告書を発表して、自殺した生徒は複数の生徒からいじめを受けていたと認め、自殺はいじめが原因であったと結論付けられた。